# 完顏宗敘
完颜宗叙（1126年—1171年），本名德寿，女真族，姓完颜。鲁王完颜阇母第四子。金朝将领，金世宗时参知政事。

## 生平
完颜宗叙少年时身形奇伟，志向远大，喜欢和别人谈论军事。海陵王完颜亮天德二年（1150年），完颜宗叙出任海陵王的护卫，被授予了武义将军的职务。第二年，授任为世袭谋克，提升为御院通进、翰林待制，兼修起居注，转任国子司业，兼左补阙。正隆元年（1156年），转任符宝郎，在皇宫内共任职五年，转任大宗正承，正隆五年（1160年），担任侍卫亲军马军都指挥使，负责保卫皇宫。改任左骁骑都指挥使。正隆六年（1161年），以咸平（今辽宁开原东北）尹兼本路兵马都总管。参与镇压契丹人撒八、移剌窝斡反金。金世宗即位，完颜宗叙上表迎奉，授宁昌军节度使。后拜兵部尚书，领右翼都统，进兵北边。与仆散忠义伐契丹有功，入为右宣徽使。大定三年（1163年），南宋攻打海州，金世宗授完颜宗叙为元帅右监军，驻山东，分兵据守要地，防御南宋。大定五年（1165年），完颜宗叙领兵伐宋，屡破宋军，授为河南路统军使。大定十年（1170年），入朝为参知政事。大定十一年（1171年），在家中去世。